# Kennard (Nebraska)
Kennard és una població dels Estats Units a l'estat de Nebraska. Segons el cens del 2000 tenia 371 habitants.

## Demografia
Segons el cens del 2000, Kennard tenia 371 habitants, 143 habitatges, i 106 famílies. La densitat de població era de 477,5 habitants per km².
Dels 143 habitatges en un 37,1% hi vivien nens de menys de 18 anys, en un 65% hi vivien parelles casades, en un 7% dones solteres, i en un 25,2% no eren unitats familiars. En el 21% dels habitatges hi vivien persones soles el 9,1% de les quals corresponia a persones de 65 anys o més que vivien soles. El nombre mitjà de persones vivint en cada habitatge era de 2,59 i el nombre mitjà de persones que vivien en cada família era de 3,04.
Per edats la població es repartia de la següent manera: un 29,9% tenia menys de 18 anys, un 4,3% entre 18 i 24, un 27,8% entre 25 i 44, un 25,9% de 45 a 60 i un 12,1% 65 anys o més.
L'edat mediana era de 37 anys. Per cada 100 dones de 18 o més anys hi havia 94 homes.
La renda mediana per habitatge era de 32.917 $ i la renda mediana per família de 50.625 $. Els homes tenien una renda mediana de 35.500 $ mentre que les dones 23.750 $. La renda per capita de la població era de 17.499 $. Aproximadament el 2% de les famílies i el 5,2% de la població estaven per davall del llindar de pobresa.

## Poblacions més properes
El següent diagrama mostra les poblacions més properes.